# Saumon (couleur)
Pour les articles homonymes, voir Saumon (homonymie).

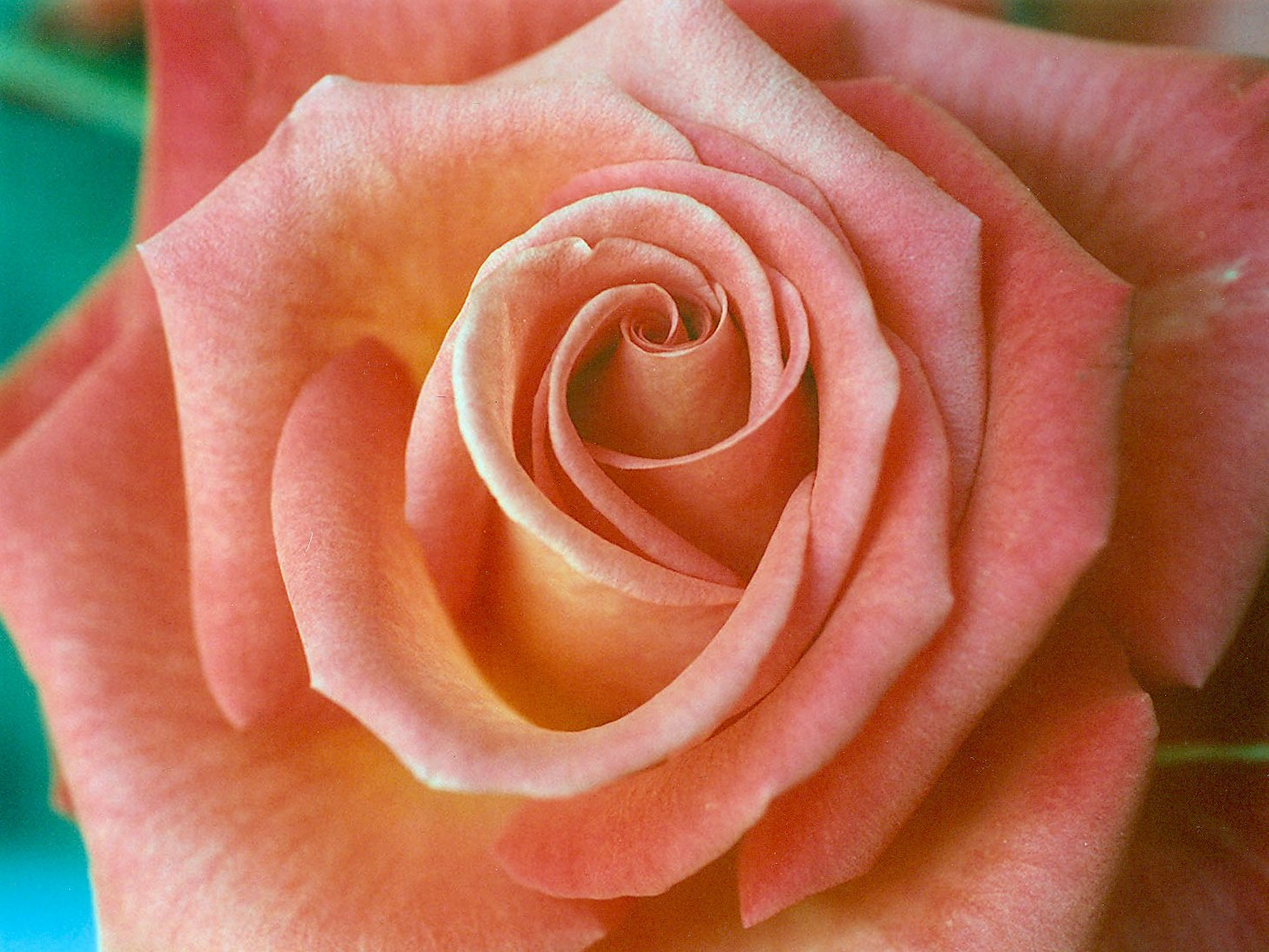
Rose couleur saumon.

Saumon est un nom de couleur qui désigne un ensemble de teintes roses tirant sur l'orange. Saumoné modifie une teinte proche, pour la rapprocher de celle du saumon : rose saumoné. Comme tous les noms de couleur dérivés par métonymie d'une chose, le mot saumon est invariable dans cet emploi.
C'est la couleur de la chair ou des œufs du saumon, fumés ou non, qui leur vient de l'astaxanthine.
La section économique du journal français Le Figaro est connu comme les pages saumon, à cause de la couleur du papier sur lequel il est imprimé.

## Nuanciers
Le  nuancier RAL donne RAL 2012 orangé saumon et RAL 3022 rouge saumon.
Dans les nuanciers actuels, on trouve Saumon, saumon.
Saumon est également un des noms de couleur retenus pour décrire l'apparence des vins rosés de Provence.
En jargon d'éclairage photo — cinéma — vidéo, un filtre saumon est un filtre de conversion de la lumière du jour en lumière incandescente. On ne peut donner qu'une approximation du Wratten 85B ; sa couleur exacte est hors du gamut des écrans d'ordinateur. La désignation commerciale de ces filtres est ambre.

## Histoire
Le nom de couleur saumon est attesté en français en 1829, dans le domaine de la mode.
Au XIXe siècle, Michel-Eugène Chevreul a entrepris de repérer les couleurs de teinture entre elles, par rapport à celles d'objets divers, et par rapport à celles des raies de Fraunhofer. Il donne saumon pour un 3 rouge-orangé 5tonà8 ton , soit un peu plus clair que les tons couleur-capucine. Le 3 rouge orangé 8 tons est la couleur d'un minium de plomb dit mine orange foncé. C'est la couleur des œufs de saumon. « Un tronçon de saumon vidé, préparé pour être cuit, présente des zones alternativement claires et foncées appartenant aux gammes 2 rouge-orangé et 3 rouge-orangé ».
Le Répertoire de couleurs de la Société des chrysanthémistes, publié en 1905, connaît plusieurs teintes saumon, dont il donne, pour chacune, quatre tons : Saumon dont le ton le plus foncé est « identique à Flesh (chair) de la Chart of Colours de l'American Floral Association » (RC1, p. 72) ; Saumon rougeâtre (RC1, p. 73) ; Rouge saumoné, synonyme de Rouge de Carthame pâle, (RC1, p. 74) ; Carmin saumoné (RC1, p. 125) ; Rose saumoné (RC1, p. 126) ; Incarnat saumoné (RC1, p. 138) ; Vieux-rose saumoné (RC1, p. 143) ; Lilas saumoné (RC1, p. 177) ; Saumon jaunâtre (RC1, p. 65) ; Chair saumoné (« couleur la plus ordinaire de la peau du corps de l'homme, le visage et les mains exceptés »), synonyme Toile écrue. Les experts coloristes remarquent aussi que Saumon cuivré est synonyme de couleur capucine (RC1, p. 64), que l'or saumon (un seul ton) des doreurs est identique à la dénomination aurore dans le commerce des soieries, et que la couleur Salmon de la Chart of Colours de l'American Floral Association est identique à son Abricot rougeâtre (RC1, p. 63). Toutes ces couleurs s'obtiennent en lavant de blanc des rouge-orangés capucine ou incarnat.
En 1910, la firme Meister, Lucius et Bruning, de Hoechst, dépose un brevet pour un colorant synthétique d'anthracène couleur saumon.

## Couleurs du Web
Les mots-clé salmon (saumon), darkSalmon (saumonFoncé) et lightSalmon (saumonClair), en majuscules ou en minuscules, renvoient, dans les applications informatiques HTML et dérivées, des codes de couleur devant donner, à l'écran, des teintes saumon.
| LightSalmon |  | #FFA07A | Saumon clair |
| Salmon      |  | #FA8072 | Saumon       |
| DarkSalmon  |  | #E9967A | Saumon foncé |